# Festival de Lanternas de Seul

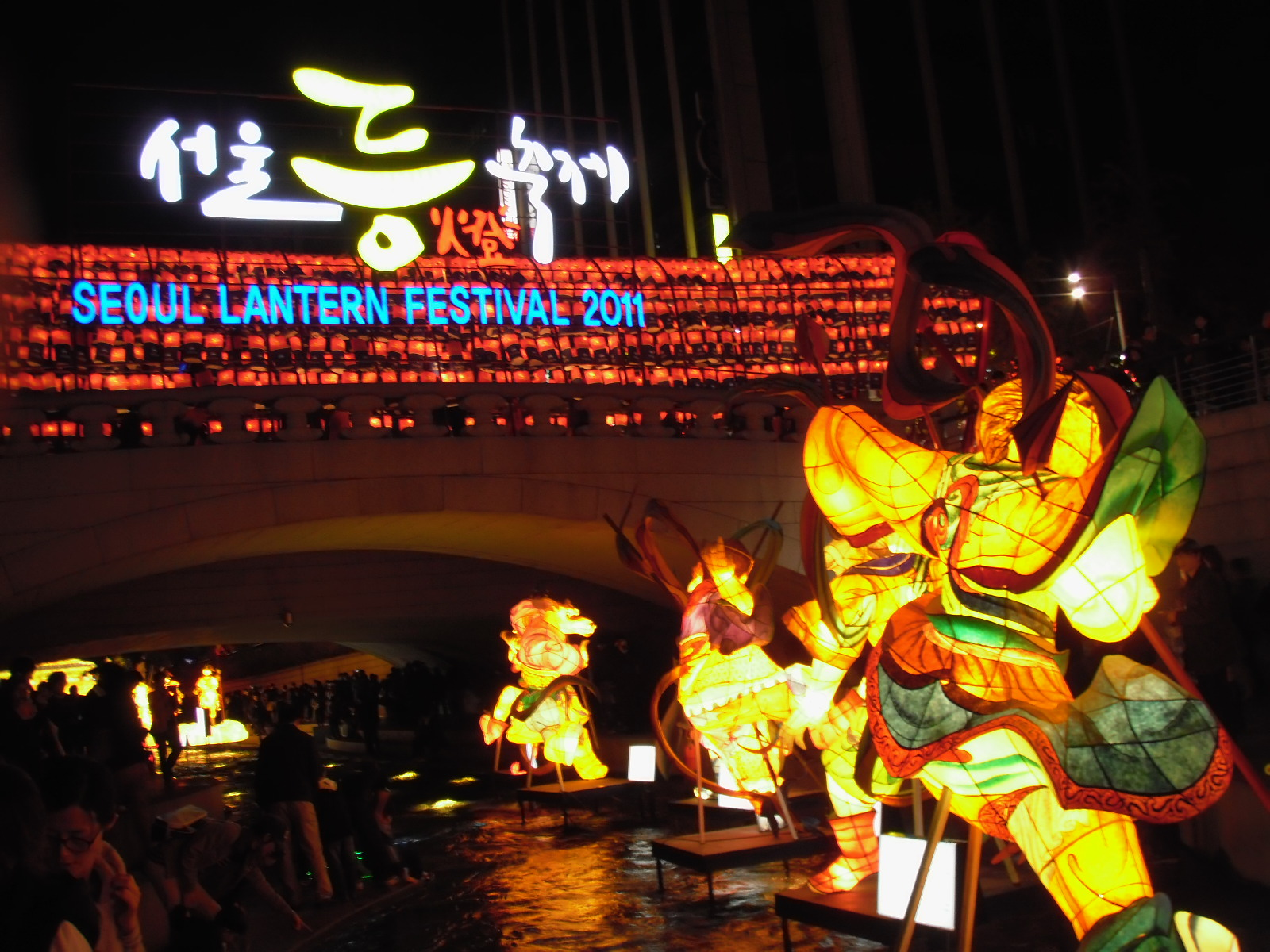
Festival de Lanternas de Seul 2011

O Festival de Lanternas de Seul é um evento anual realizado no mês de Novembro em Seul, capital da Coreia do Sul. Durante o festival, diversas lanternas são expostas ao longo do córrego revitalizado Cheonggyecheon. Todo ano, diferentes temas são abordados para apresentar a cultura e a história da Coreia.

## Introdução
O Festival de Lanternas de Seul teve início em 2009 com o intuito de promover o turismo na Coreia! Celebrado no início do inverno coreano, a partir da primeira Sexta de Novembro até o terceiro Domingo de Novembro, o evento gratuito atrai mais de 2,5 milhões de visitantes por ano! Criadas por artesãos locais e de várias partes do mundo, as lanternas coloridas são dispostas ao longo do córrego Cheonggyecheon por cerca de 1,2 km de distância, percorre do Cheonggye Plaza à ponte Supyogyo. A iluminação acontece das 17h às 22h nos dias de semana e das 17h às 23h nos finais de semana! Além da exposição das lanternas, outros programas relativos podem ser oferecidos durante o evento, como por exemplo a cerimônia de abertura e a oficina de fabricação de lanternas. O festival foi fundado pelo Governo Metropolitano de Seul e é realizado pela Organização de Turismo de Seul! É considerado o principal festival turístico e cultural de inverno de Seul!

## Edições anteriores
Criado para promover intercâmbios nos setores de turismo, cultura e artes, o Festival de Lanternas de Seul é o maior festival de lanternas da Coreia e recebe visitantes de toda a Coreia e do mundo com a meta de se tornar um festival global!

### 2009
O primeiro Festival de Lanternas de Seul foi criado para celebrar o “Visit Korea Year” e foi dividido em 4 áreas relativas ao tema ‘Ryu’.
- Área Gyoryu
- Área Wollyu
- Área Hallyu
- Área Illyu

Visitantes: 520.000 

### 2010
O segundo Ferstival teve como tema “Seul, a Floresta do Vislumbre de Esperança” e teve a cooperação dos países membros do G20.
Visitantes: 2,18 milhões

### 2011
O tema deste ano foi “A História de Seul por Lanternas”. O local foi estendido de Cheonggye Plaza à ponte Gwansugyo (1,3 km)
Visitantes: 2,71 milhões

### 2012
O festival teve como tema “As Raízes de Seul, a Vida dos Antepassados” e teve sua área estendida de Cheonggye Plaza à ponte Sewungyo (1,5 km)

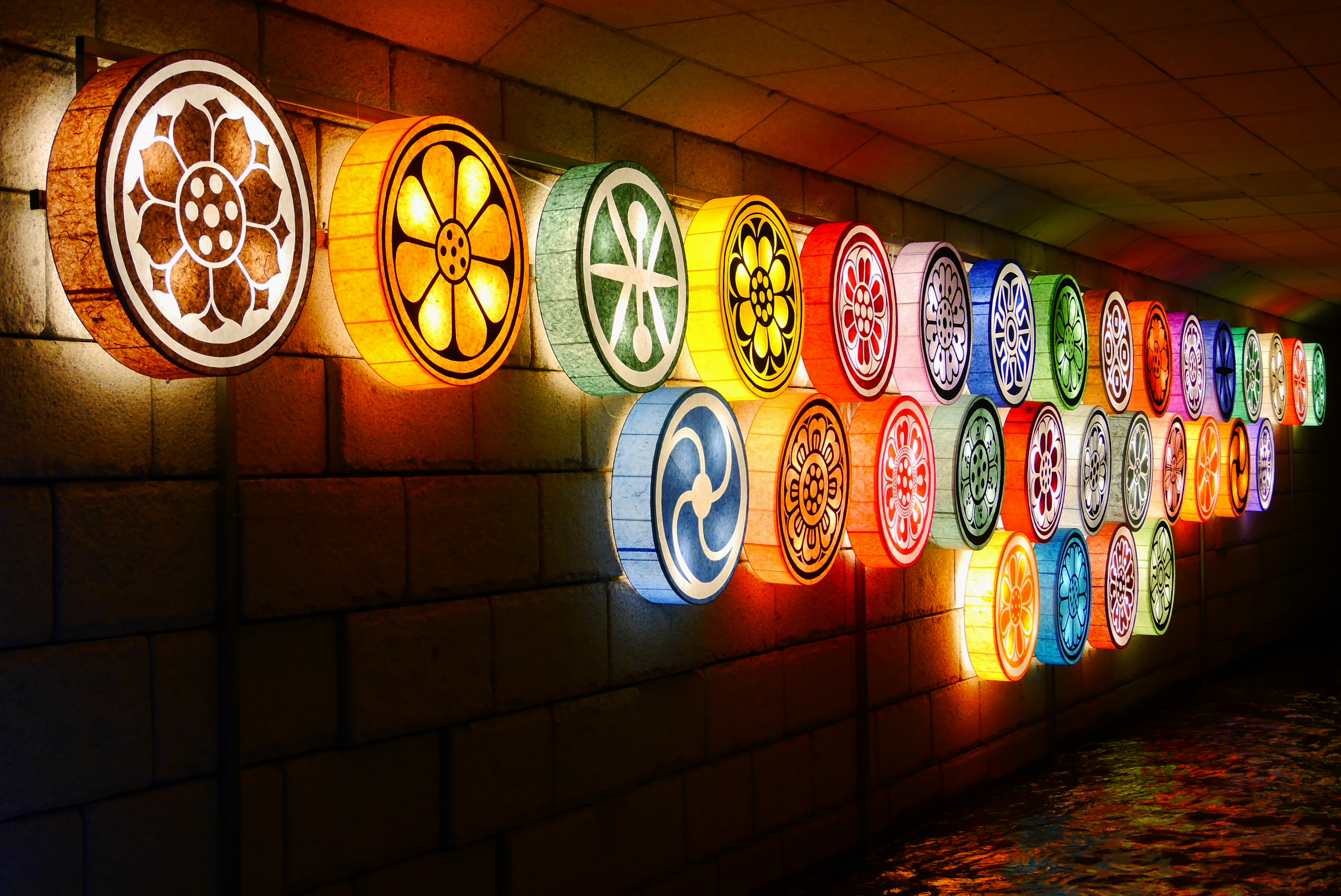
Festival de Lanternas de Seul 2013

Visitantes: 2,58 milhões 

### 2013
O evento deste ano teve o tema “Hanseong Baekje, Sonho de Mil Anos” e foi caracterizado com elementos das cidades de Buyeo e Gongju do Reino Baekje. A área foi de Cheonggye Plaza à ponte Samil (0,9 km)
Visitantes: 2,52 milhões

### 2014
Com o tema “Maravilhosa Herança Mundial de Seul”, este foi o primeiro ano em que o evento foi liderado pelo setor privado. A área abrangida foi de Cheonggye Plaza à ponte Supyo (1,2 km). A partir deste ano foram combinadas lanternas tradicionais com a inclusão de luzes modernas, como o uso de LED.
Visitantes: 3,14 milhões

### 2015
O tema do ano foi “Turismo em Seul Através da Luz”, o objetivo era expressar a dedicação de Seul em promover o turismo, atividade econômica criativa importante para a cidade.
Visitantes: 2,51 milhões

### 2016
Com o tema “Iluminado Rio Hangang Onde a História Flui”, o evento proporcionou vários espetáculos ao transmitir os diversos contos sobre o Rio Hangang através das luzes.
Visitantes: 2,5 milhões

### 2017
Com a aproximação dos Jogos Olímpicos de Inverno de 2018, sediados pela Coreia, o tema do ano de 2017 foi ”Olimpíadas de Inverno de PyeongChang 2018 Visto Através da Luz de Seul”. Foram representados 11 eventos oficiais das Olimpíadas de Inverno através das lanternas.
Visitantes: 1,54 milhões

### 2018
O festival teve como tema “Sonho de Seul, Luzes que Fluem”. O tema foi dividido em 4 áreas.
- “O Ponto de Lançamento para um Novo Sonho” - celebra os 10 anos de aniversário do Festival de Lanternas de Seul[4]
- “Sonho de Seul para o Futuro” - exibe a cidade de Seul em sua tarefa de harmonizar a tecnologia avançada, o ser humano e a natureza.
- “Memórias Brilhantes de Seul” - mostra vários objetos e lugares que permanecem em Seul como memórias para que todas as gerações simpatizem e compartilhem essas histórias.
- “Seul Repleta de Tradições” - exibe as casas reais de Seul e a vida e cultura das pessoas que sonhavam com as riquezas da vida 600 anos atrás.

Aladdin e Jasmine no Festival de Lanternas de Seul de 2019

### 2019
O tema do ano foi “Sua Seul, Luz Através dos Sonhos” e foi divido em 4 áreas.
- Seul, seu Conto de Fadas
- Seul, Encontre seu Conto de Fadas
- Seul, Contos dos Tempos Antigos
- Seul, nossa Terra de Contos de Fadas